# Achille Lauro
Achille Lauro (Piano di Sorrento, 16 de junio de 1887 – Nápoles, 15 de noviembre de 1982) fue un armador y político italiano.

## Biografía
Quinto de los seis hijos del armador Gioacchino y de Laura Cafiero, fue a su vez armador y fundador de la Flota Lauro, una de las más poderosas flotas italianas de todos los tiempos y una de las mayores fortunas del sur de Italia, además de propietario de un verdadero imperio financiero creado por él. Un hecho determinante para marcar la pujanza de su actividad fue su genial intuición de hacer participar a sus trabajadores en los beneficios obtenidos en las actividades.
Habitual en las crónicas de sociedad por sus frecuentes romances, la tradición popular le otorgó características legendarias a sus capacidades amatorias.
Como político tuvo siempre una gran popularidad y fue muy venerado por gran parte de la población de la ciudad de Nápoles, hasta el punto de que en las elecciones municipales de 1952 y 1956 consiguió alcanzar casi 300 000 votos, límite jamás alcanzado anteriormente por un candidato en las elecciones locales. En las elecciones generales de 1953 consiguió 680 000 votos para la Cámara de Representantes, cifra que tampoco anteriormente había sido alcanzada por diputado alguno.
Durante las dos décadas de régimen fascista, fue nombrado Consejero Nacional en la Cámara de Fasces y Corporaciones, apoyado en esta operación por el propio Galeazzo Ciano, yerno de Mussolini que pertenecía al negocio de los armadores.
También durante ese período obtuvo el cargo de presidente del equipo de fútbol del Nápoles cargo en el que sucedió a Giorgio Ascarelli. Durante su larga presidencia, el Nápoles vivió más de golpes de efecto de fichajes y promesas de grandeza que de resultados dignos de ser señalados (junto a dos descensos de categoría sólo pudo conseguir una Copa de Italia y una Copa de los Alpes), sin embargo fue para Lauro una enorme caja de resonancia, que pudo difundir aún más su nombre entre la gente.
En la posguerra, tras una adhesión inicial al movimiento del Uomo Qualunque (hombre cualquiera), se acercó al movimiento monárquico de Alfredo Covelli determinando con su aportación financiera el nacimiento del Partido Nacional Monárquico (PNM); y fue durante mucho tiempo alcalde de Nápoles, tan apreciado como cuestionado en especial por su gestión de los recursos públicos, sin mostrar consideración alguna frente a sus adversarios políticos, a las fuerzas sociales y frente a sus propios compañeros de coalición. Durante su mandato se inició la especulación municipal en la ciudad de Nápoles y que fue descrito con dureza en la película Le mani sulla città de Francesco Rosi.
Tuvo una larguísima vida, aunque no estuvo exenta de desgracias; en su vejez asistió con impotencia al derrumbamiento financiero de su flota.